# 波堤嶺站
波堤嶺站（：／ Beoti-gogae yeok */?）是首尔地铁6号线沿線的一座地下車站，位於韓國首爾特別市中區新堂洞。站名为韓語固有词，源自古时巡逻的捕头喊的“番盗”一词，后此词演化为“番峙”并用于称呼附近的山头，又讹传为“波堤”。而此山头原名为“扶余峙”。

## 車站構造
站體為2面2線曲線式設計側式月台的地下車站，候車月台設有月台幕門，並有3處出口。

### 月台配置
| 漢江鎮 ↑ |
| \| 上    |
| ↓ 藥水   |

| 月台 | 路線           | 目的地                             |
| ---- | -------------- | ---------------------------------- |
| 上行 | ●首尔地铁6号线 | 三角地、孔德、數碼媒體城、鷹岩方向 |
| 下行 | ●首尔地铁6号线 | 藥水、東廟、石溪、烽火山、新內方向 |

## 歷史
- 2001年3月9日：落成啟用。

## 車站周邊
- 藥水市場
- 奬忠中學
- 奬忠高校
- 首爾放送高校
- 新堂3洞住民中心

## 圖片

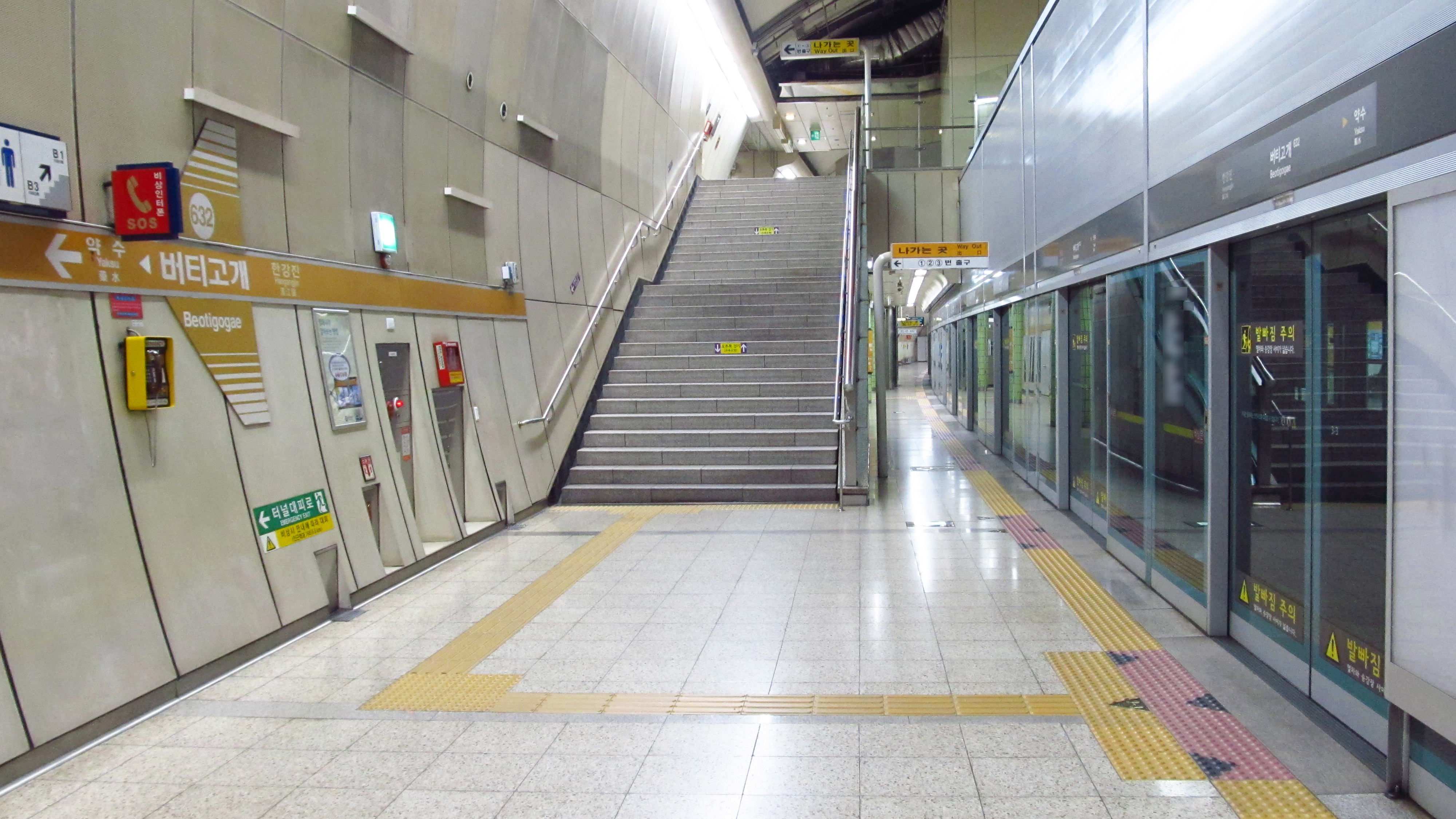
候車月台（往新內方向）
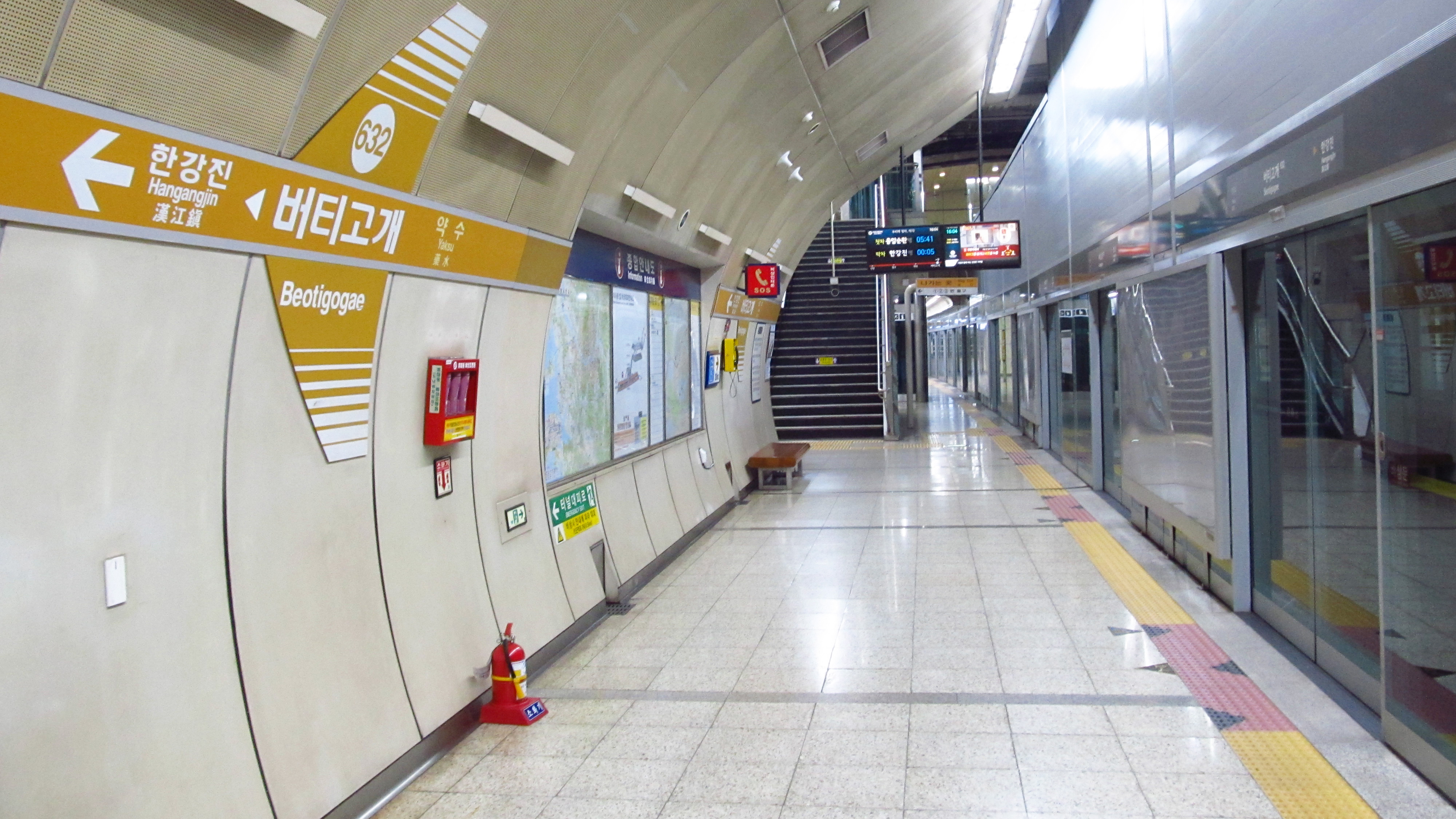
候車月台（往鷹岩方向）
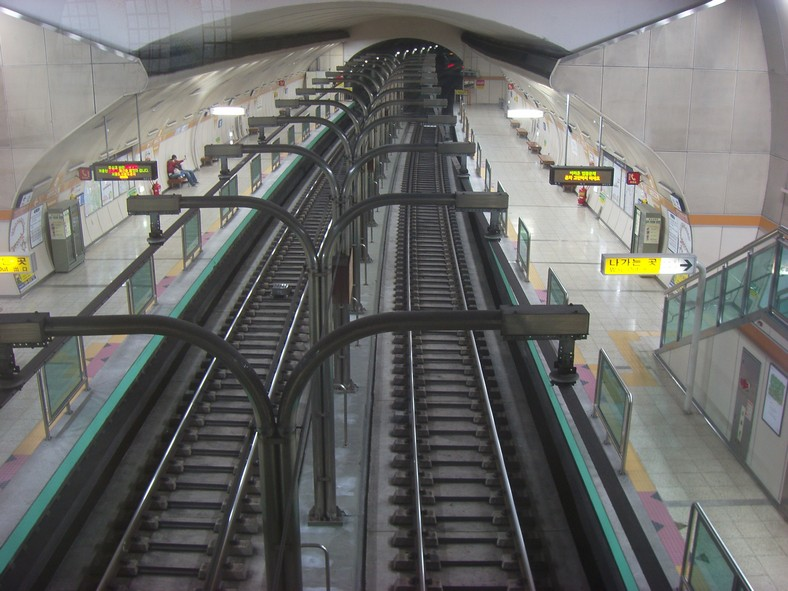
從上方空間俯視裝設月台門前的月台及軌道
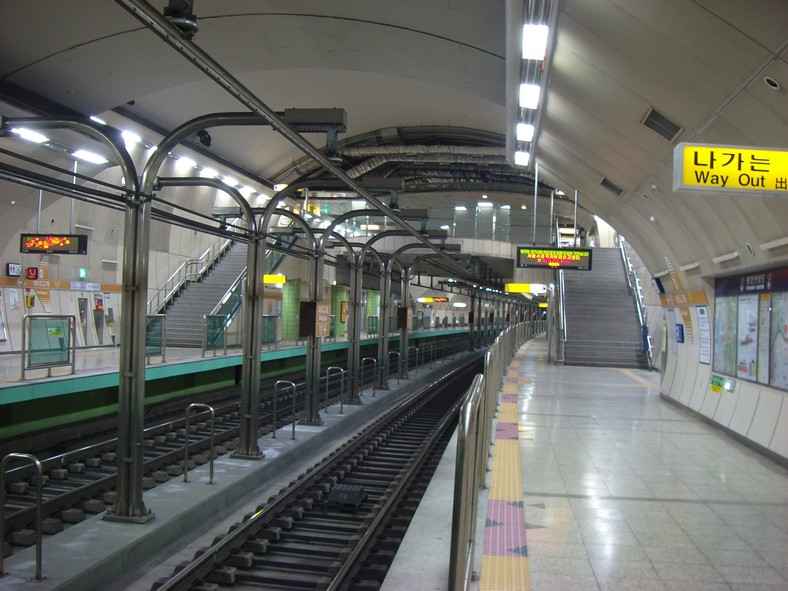
月台及軌道（裝設月台門前）
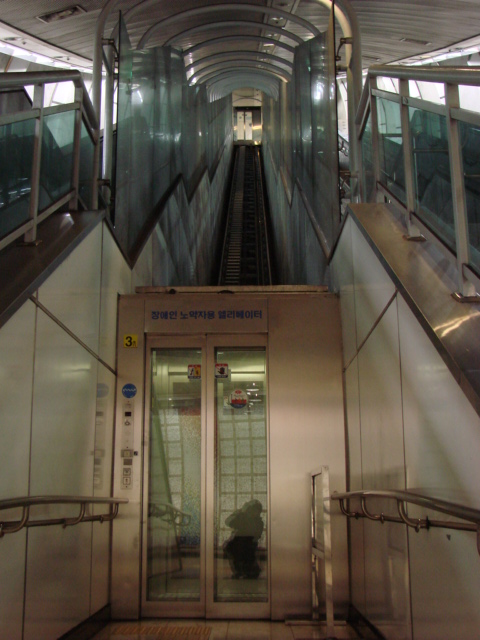
斜行式電梯
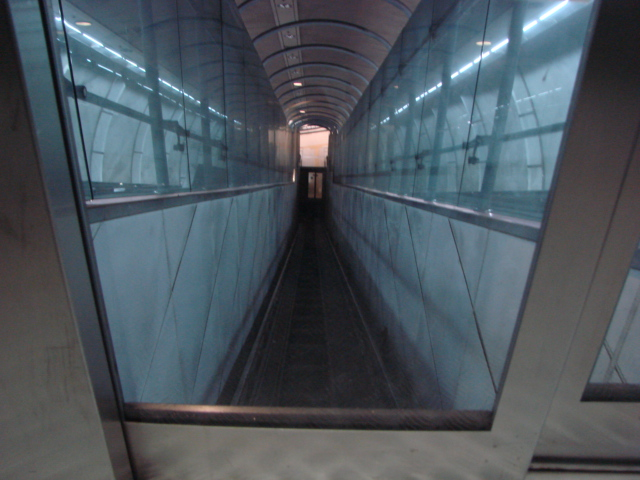
從電梯內向下方俯視
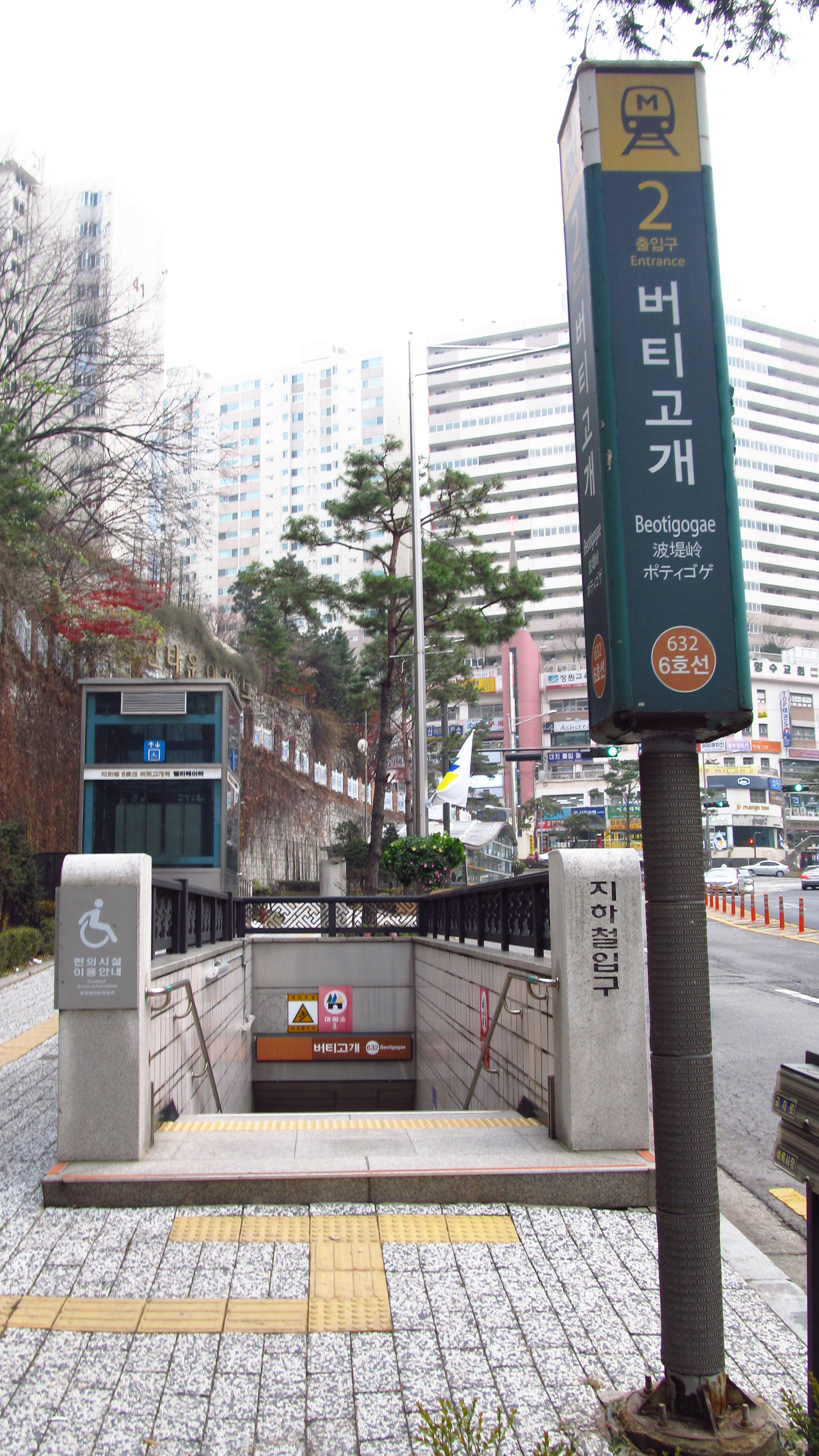
2號出口
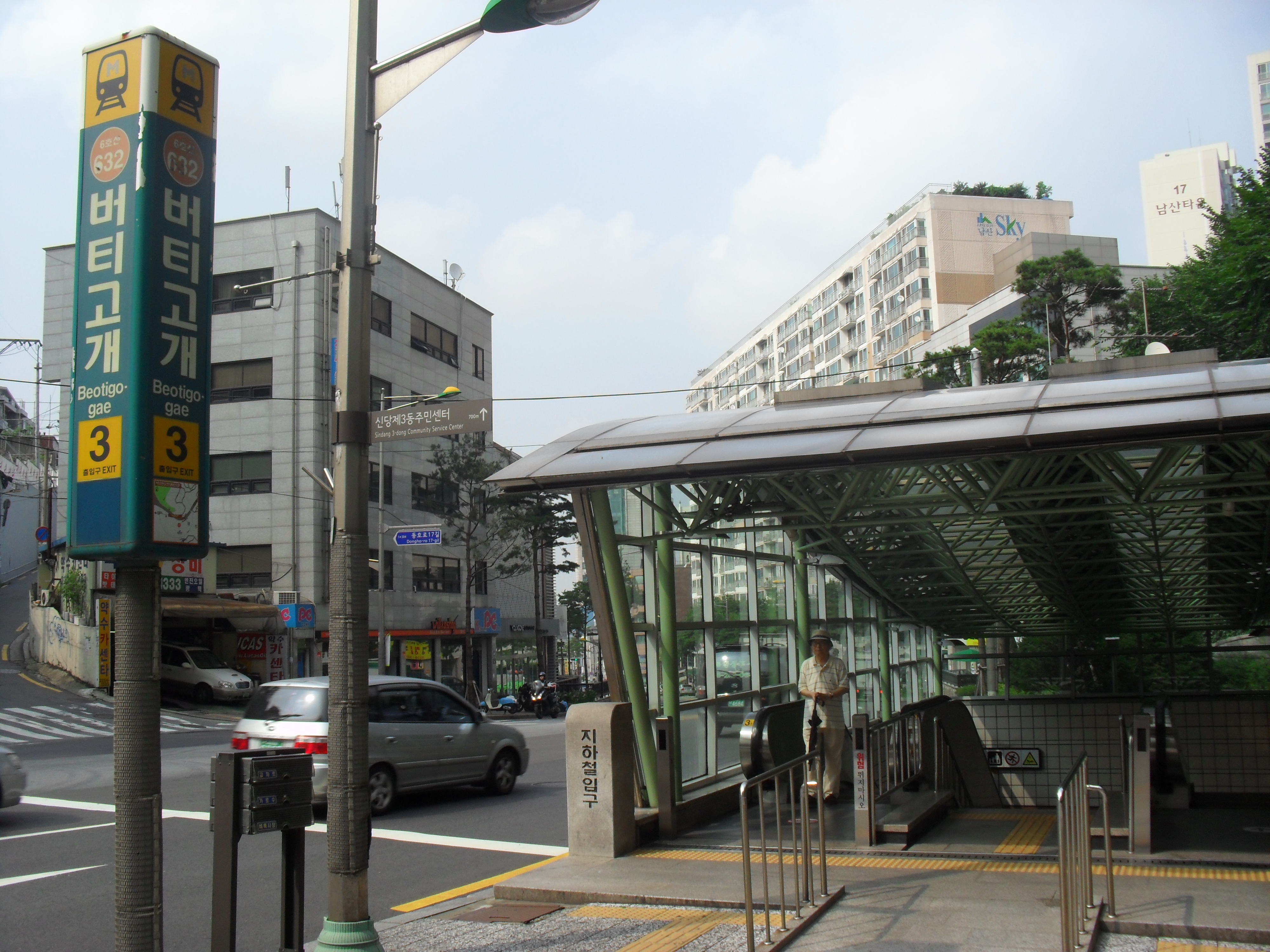
3號出口

## 相鄰車站
首爾交通公社
●首尔地铁6号线
漢江鎮（631）－波堤嶺（632）－藥水（633）